# Bojnica (gmina)
Bojnica (bułg. Община Бойница)  − gmina w północno-zachodniej Bułgarii, w obwodzie Widyń.

## Miejscowości
Miejscowości wchodzące w skład gminy Bojnica:
- Bojnica (bułg.: Бойница) – siedziba gminy,
- Boriłowec (bułg.: Бориловец),
- Chałowski kolibi (bułg.: Халовски колиби),
- Gradskowski kolibi (bułg.: Градсковски колиби),
- Kanic (bułg.: Каниц),
- Periłowec (bułg.: Периловец),
- Rabrowo (bułg.: Раброво),
- Szipikowa machała (bułg.: Шипикова махала),
- Sziszenci (bułg.: Шишенци).